# Vierge à l'Enfant (Schiavone)
Vierge à l'Enfant ou encore Madone et anges musiciens est une peinture à l'huile sur panneau de bois de 70 × 56,7 × 2,5 cm réalisée par Giorgio Schiavone vers 1459-1460, pendant son séjour dans l'atelier de Francesco Squarcione à Padoue. 

## Histoire
L'œuvre  est signée sur un cartellino  placé au premier plan à la base de la balustrade : « HOC PINSIT GEORGIUS DALMATICUS DISCIPULUS SQUARCIONIS » (soit « Giorgio Schiavone, élève de Squarcione, l'a peint »). Deux  anges musiciens sont également assis de chaque côté sur la balustrade.
L'œuvre est apparue sur le marché de l'art en 1922 et a été achetée par Henry Walters trois ans plus tard. Elle est conservée au Walters Art Museum .

## Description
Marie est représentée à mi-hauteur placée derrière la balustrade, maintenant l'Enfant debout entre ses mains, sur un parapet de marbre, les pieds  sur un coussin posé sur un tissu vert, figurent également deux cerises, des fleurs rouges, un insecte et les deux anges musiciens. Les objets rouges, ainsi que le corail autour du cou de l'Enfant, invoquent la couleur du sang et préfigurent la Passion du Christ. La présence de la balustrade en marbre suit une approche dérivée de Squarcione, qui l'a à son tour reprise de la culture toscane de Donatello, et qui est très fréquente chez les élèves du maître padouan : on en connaît des similaires d'Andrea Mantegna, de Marco Zoppo entre-autres. Les traits des petits anges sont similaires chez tous les élèves de Squarcione, y compris Mantegna.
Le fond est sombre et au sommet se trouve une guirlande de feuilles et de fruits, autre élément typique des « squarcioneschi ». Les deux grappes de fruits et de feuilles pendent symétriquement de part et d'autre du visage de la Vierge, entre des rubans volants.

## Style
Les contours sont nets et articulés, les couleurs sont marbrées et émaillées et il y a des suggestions de l'ancien selon le goût alors dominant, comme la guirlande. Malgré l'exubérance décorative, une certaine discipline introduite par les influences indirectes de Piero della Francesca, arrivé à Padoue vers les années 1450 par le chantier de la chapelle Ovetari. Cela se voit surtout dans les traits délicats de la Vierge, dans les couleurs claires et les ombres douces qui donnent un volume tranquillement statuesque.